# Università statale della California - Chico
L'Università statale della California - Chico (California State University, Chico) è il secondo più antico campus della California State University. Si trova a Chico (California), circa 150 chilometri a nord di Sacramento.

## Storia
Il 12 marzo 1887, mediante una legge venne istituito il Nord Branch State Normal School of California. Meno di un mese dopo venne scelta la località: Chico. Il 24 giugno 1887, il generale John Bidwell donò 32000 m² (pari a 8 acri) di terra della sua piantagione di ciliegi. Il 4 luglio 1888 venne posata la prima pietra. Il 3 settembre 1889, aprì le porte ai primi 90 studenti. Venne aperta la biblioteca l'11 gennaio 1890, con 350 volumi. Il 20 giugno 1891 vennero concessi i primi 15 diplomi.
Nel 1910, Annie Bidwell donò altri 8 000 metri quadri (due acri) di terra da utilizzare per semplici lavorazioni agricole. L'anno successivo la signora Bidwell donò il terreno di un aranceto di 17 x 134 metri (22,5 are) come parco giochi per bambini, collegato alla Training School. 
Venti anni dopo, nel 1921, fu emanata una legge per cambiare il nome della scuola in Chico State Teacher's College. Nel 1922, il Chico State Teacher's College aggiunse il corso di studi per lo junior college e rilasciò il primo attestato dopo due anni. 

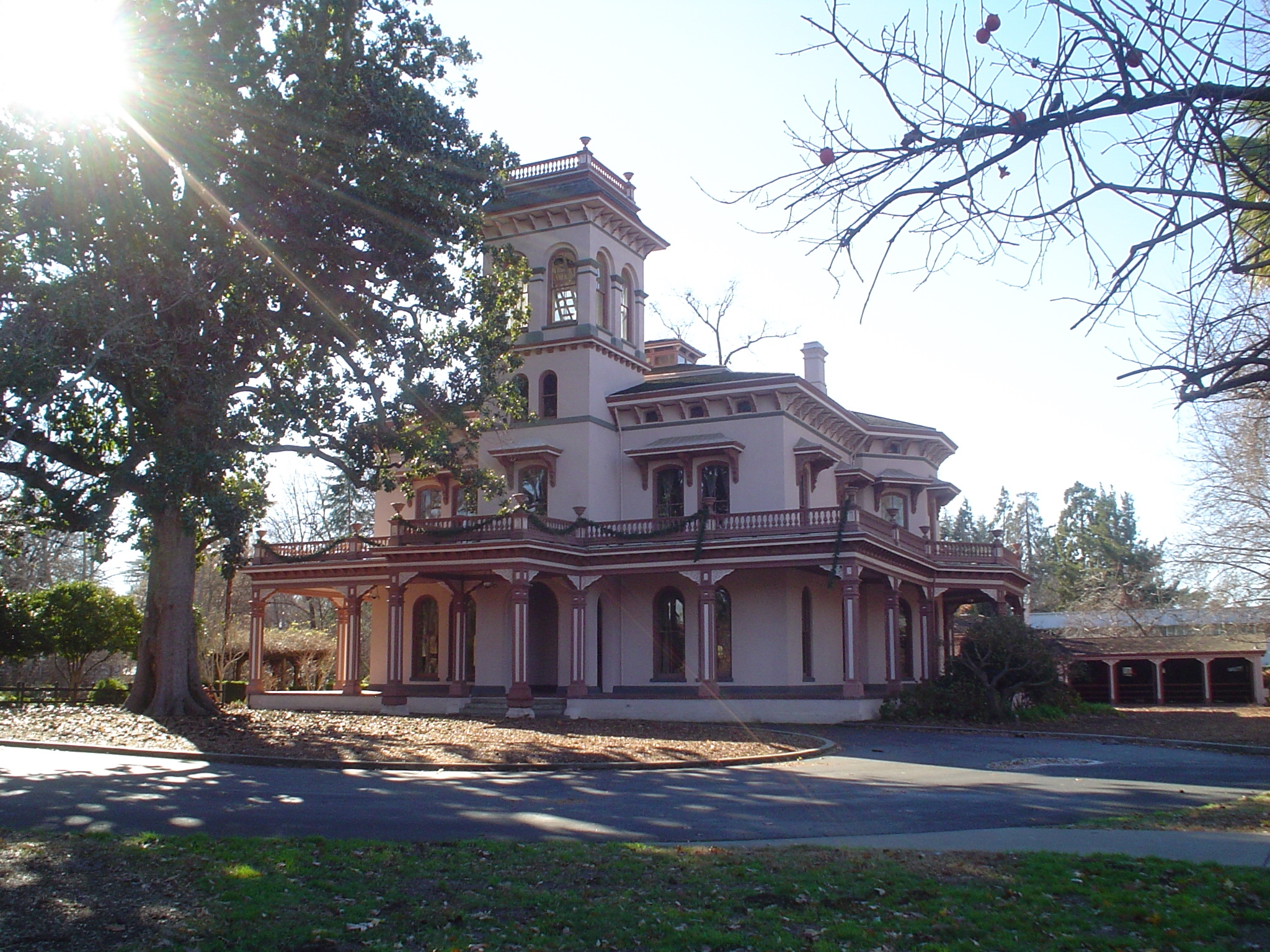
Bidwell Mansion

Sempre nel 1922 la Bidwell Mansion, edificio costruito nel maggio 1868, fu trasformata in un dormitorio femminile col nome Bidwell Hall. Ora è un monumento storico parte del California Parks System. Nel 1923 venne pubblicato The Collegian, il primo periodico del college. Nel 1924, il consiglio di istruzione concesse alla scuola di rilasciare il baccalaureate degree. Sempre nel 1924 fu adottato come mascotte della scuola il gatto selvatico.
Nel 1925 fu fondata l'organizzazione degli alunni. Nel 1927 un incendio distrusse il Normal Building. Nello stesso anno fu costruita una palestra sul terreno accanto alla Bidwell Mansion. Nel 1929, la prima pietra per il nuovo edificio amministrativo fu posta nel luogo dove sorgeva il Normal Building. Nel 1929 venne realizzata una libreria per gli studenti.
Nel 1935, la Bidwell Hall venne trasformata in un centro ricreativo per gli studenti, la prima associazione degli studenti. Sempre nel 1935 un atto legislativo cambiò il nome del college da Chico State Teachers College in Chico State College. Nel 1937 iniziarono i corsi serali nel campus e vennero acquistati campi sportivi dal Chico Board of Education.
Nel 1939, venne installato un carillon nella torre della biblioteca, con l'aiuto delle sororities (associazioni studentesche femminili), che organizzarono una raccolta fondi che fruttò 600 dollari. Nel 1940 il college aprì corsi estivi di pilota civile. 44 studenti conseguirono il brevetto e molti vennero arruolati nell'United States Army Air Corps.

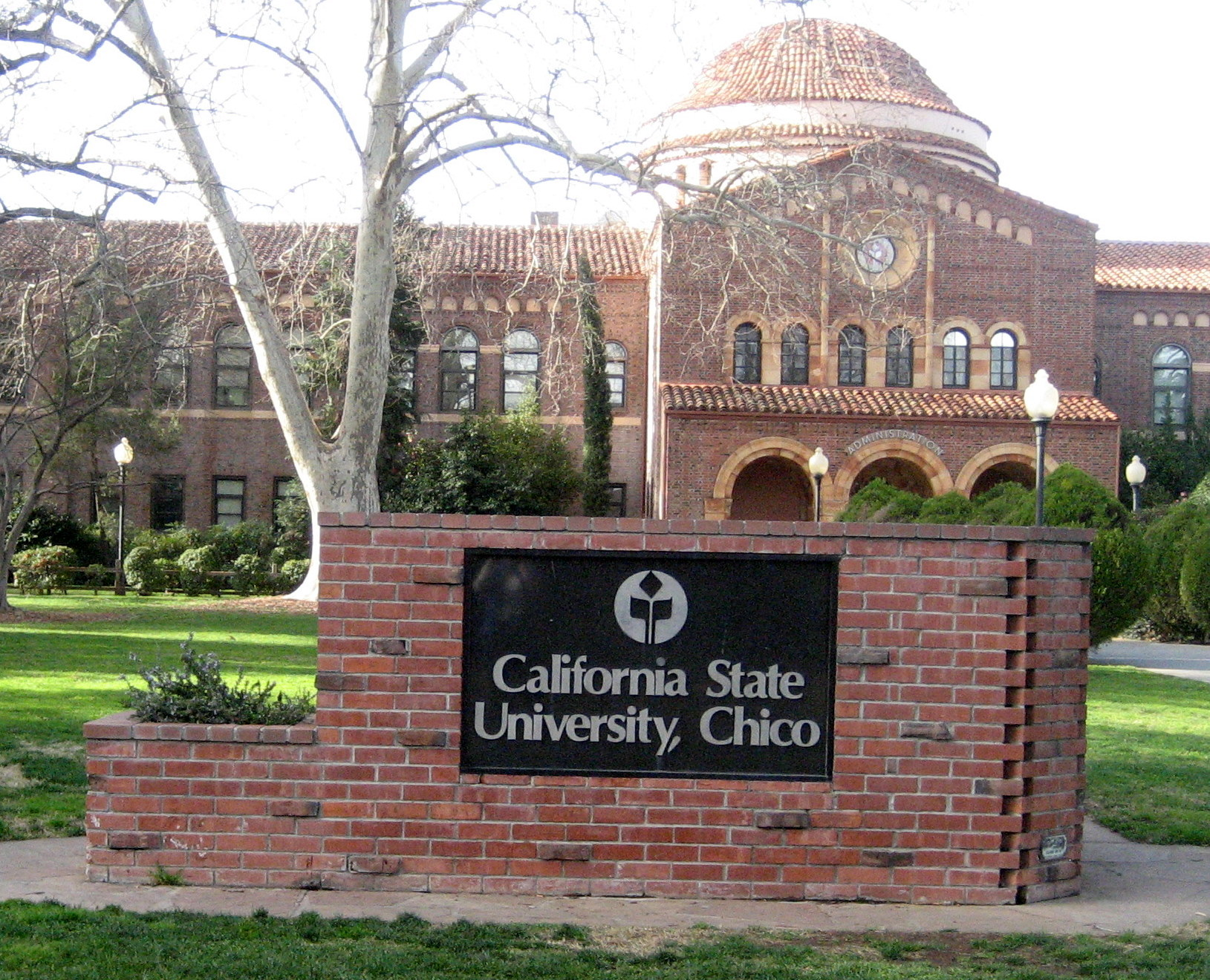
Il logo dell'università davanti alla Kendall Hall.

Nel 1948, dormitori maschili per 200 studenti vennero realizzati sul lato ovest della Warner Street. Vennero usati gli edifici costruiti durante la seconda guerra mondiale e utilizzati come residenza dei celibi nel Marine Hospital di Klamath Falls (Oregon). Queste strutture vennero smontate e trasportate nella Chico State, dove vennero riassemblate nella primavera del 1948. Gli edifici a due piani (simili a baracche) mettevano a disposizione 36 camere, ognuna occupata da 4 studenti. North Hall divenne in seguito un dormitorio femminile. Lo speech and debate team (arte oratoria e dibattito) fu fondato da Herbert Rae, direttore dello Speech & Drama Department.
Nel 1950 il governatore della California concesse al college di rilasciare il Master of Arts.
Nel 1951 il college fu riorganizzato dai 18 dipartimenti in sette divisioni con presidenti. Poi, nel 1956 una nuova asta della bandiera e una nuova targa davanti a Kendall Hall furono donate dalla classe del 1956. L'anno seguente, 1957, venne costruita una nuova caffetteria e furono realizzati giardini di rose.

Nel 1958 il primo "telecorso" (corso di insegnamento a distanza) venne realizzato con la trasmissione televisiva dell'insegnamento di Psicologia 51 tenuto dal Dr. John Narcisco.

La radio KCSC, stazione gestita dagli studenti, iniziò le trasmissioni nel 1951.
Nel 1972 il Chico State College divenne California State University, Chico a seguito della legislazione approvata nel 1971.
Nel 1975, corsi attraverso la televisione a circuito chiuso sono stati diffusi per la prima volta ai residenti di Oroville, Marysville e Colusa. Sempre nel 1975 venne pubblicato il primo numero del giornale degli studenti del campus, The Orion.
Nel 1977, l'altro giornale del campus, The Wildcat, cambiò il suo nome in Chico News and Review e fu trasferito fuori dal campus, diventando una pubblicazione indipendente. Nel 1978 l'uso della bicicletta venne limitato nel campus.
La biblioteca della Chico State fu intitolata a Ted Meriam nel 1981. In particolare, la 75a Pioneer Days si è svolta nel 1985, ma l'evento è stato annullato nel 1987, apparentemente a causa dei disordini accaduti.
Nel 1997 Wild Oak Music Group, una casa discografica indipendente, è stata fondata ed è gestita da studenti del corso di Music Industry parte del College of Humanities and Fine Arts.
Nel 1989 The Orion vince il primo di undici National Pacemaker Awards, massimo premio di giornalismo studentesco. CSU Chico ha aperto un campus secondario a Redding, associato con il Shasta College, nel 2007.
Il 2 febbraio 2005, lo studente Matt Carrington è stato portato alla morte nella sede della confraternita studentesca Chi Tau, organizzazione che era stata espulsa per reati dall'università nel 2001. 
Carrington morì per intossicazione acuta da acqua durante un rito di iniziazione a cui fu sottoposto, costretto ad esercizi fisici e ingestione di grandi quantità di acqua.
Nel 2010 il presidente dell'Associated Students, il nigeriano Joseph Igbineweka, è stato ripetutamente accoltellato. Il fatto stato etichettato come un crimine causato da odio razziale.

## Struttura
La Chico State è organizzata in più di 50 dipartimenti.
La struttura dispone di sei dormitori: Whitney, Shasta e Lassen sono nel campus principale, mentre Esken, Mechoopda e Konkow sono vicini ai campi sportivi, un isolato e mezzo dal campus principale. Whitney, Shasta e Lassen sono i nomi delle montagne più alte del nord della California e gli altri prendono il nome da tribù indiane che abitavano la zona. La maggior parte degli edifici che compongono il campus hanno il nome di contee della California. L'University Village o "UV" è un dormitorio di proprietà dell'università, situato circa a un miglio dal campus (1325 Nord Avenue). L'università ha aperto il suo più recente dormitorio, Sutter Hall, nel semestre autunnale del 2010. Si trova tra gli altri tre dormitori: Whitney, Shasta e Lassen al 521 di Legion Avenue.

### Biblioteche
La struttura dispone di diverse biblioteche, tra le quali Meriam Library, provvista di numerose collezioni speciali sui nativi americani e sulla storia della California.

### Attività studentesche
Associated Students, Chico è l'organizzazione studentesca della California State University di Chico. La sede è ubicata nel Bell Memorial Union, un palazzo del campus che ospita il Marketplace Cafe, l'AS Bookstore, oltre agli uffici direzionali delle attività dell'organizzazione studentesca.

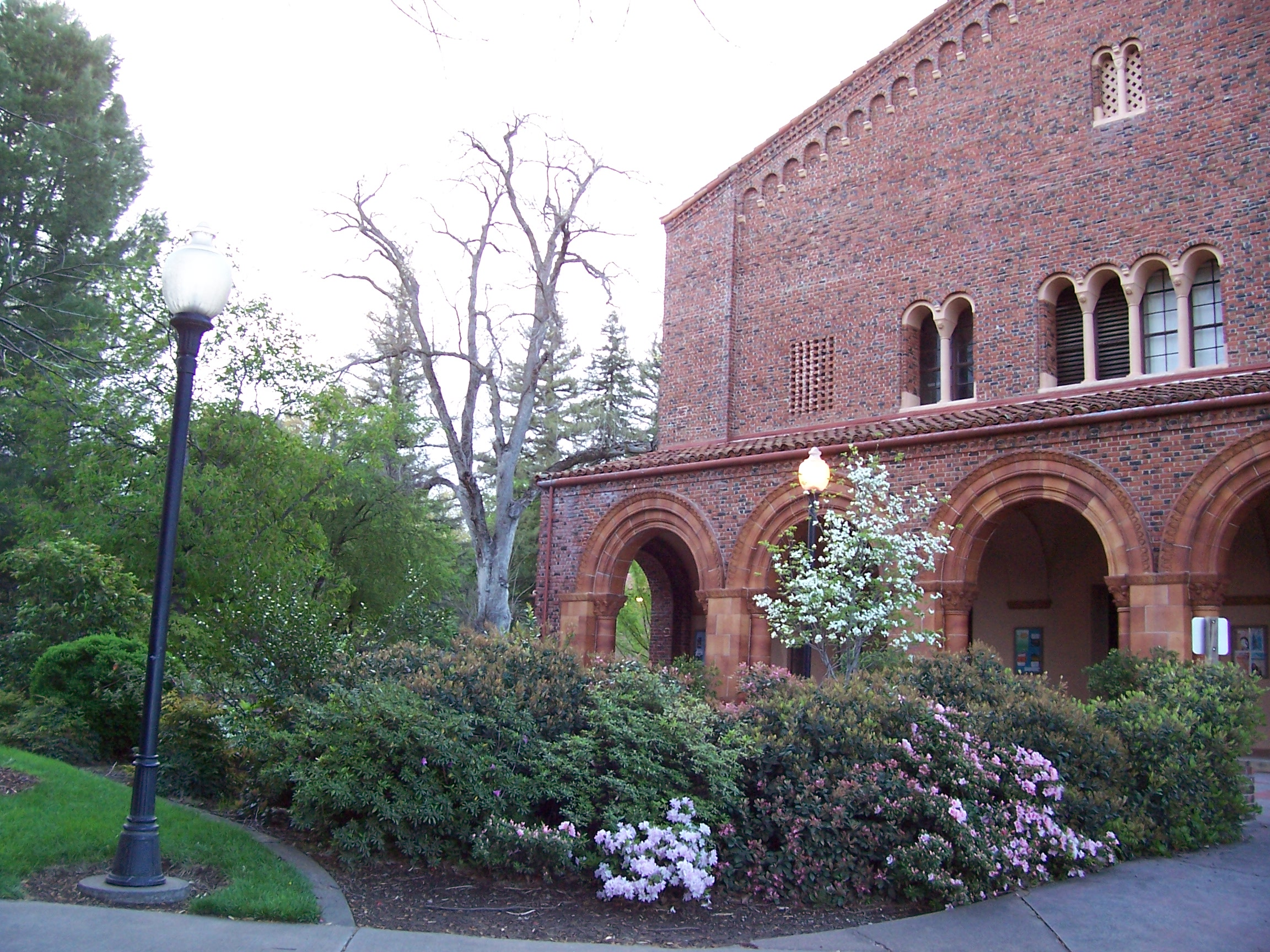
Il Laxson Auditorium (aperto nel 1931).

L'organizzazione studentesca che gestisce il teatro si chiama: Ink Blot Arts.

### Sport
La scuola promuove calcio, pallacanestro, corsa campestre, golf e atletica leggera sia maschili che femminili. E inoltre softball e pallavolo femminili e baseball maschile. La scuola gareggia nella Division II della National Collegiate Athletic Association nella California Collegiate Athletic Association. 
La squadra di baseball della Chico State gioca nel Nettleton Stadium e ha vinto nella Division II il College World Series nel 1997 e 1999 ed è stata in gara per il titolo nel 2002, 2006.
La scuola è arrivata terza nel 2004-2005 nella NACDA Learfield Sports Directors' Cup. Nel 1997 Chico State ha abbandonato l'attività nel football americano a causa dell'aumento dei costi di assicurazione. CSU Chico ha vinto il campionato nazionale NCAA nella Division II di nuoto maschile e immersioni nel 1973, 1974 e 1976; diversi anni dopo le attività sportive in questo ambito sono terminate.

## Fight Song
Chico State Fight Song (canzone di "battaglia") 
She's our dear old alma mater

Where our teams so great

lead us on to victory

Rah Rah Rah

Where our men are square

and our fair coeds are fairer

Come let us give a cheer

È la nostra cara vecchia alma mater
 
Dove le nostre squadre così grandi
 
ci portano alla vittoria

(tromba)

Dove i nostri uomini sono forti

e le nostre belle studentesse più belle

Lasciateci tifare

per la vecchia cara Chico State»

## Presidenti
- Edward Timothy Pierce, 1889-1893
- Robert F. Pennell, 1893-1897
- Carleton M. Ritter, 1897-1899
- Charles C. Van Liew, 1899-1910
- Allison Ware, 1910-1917

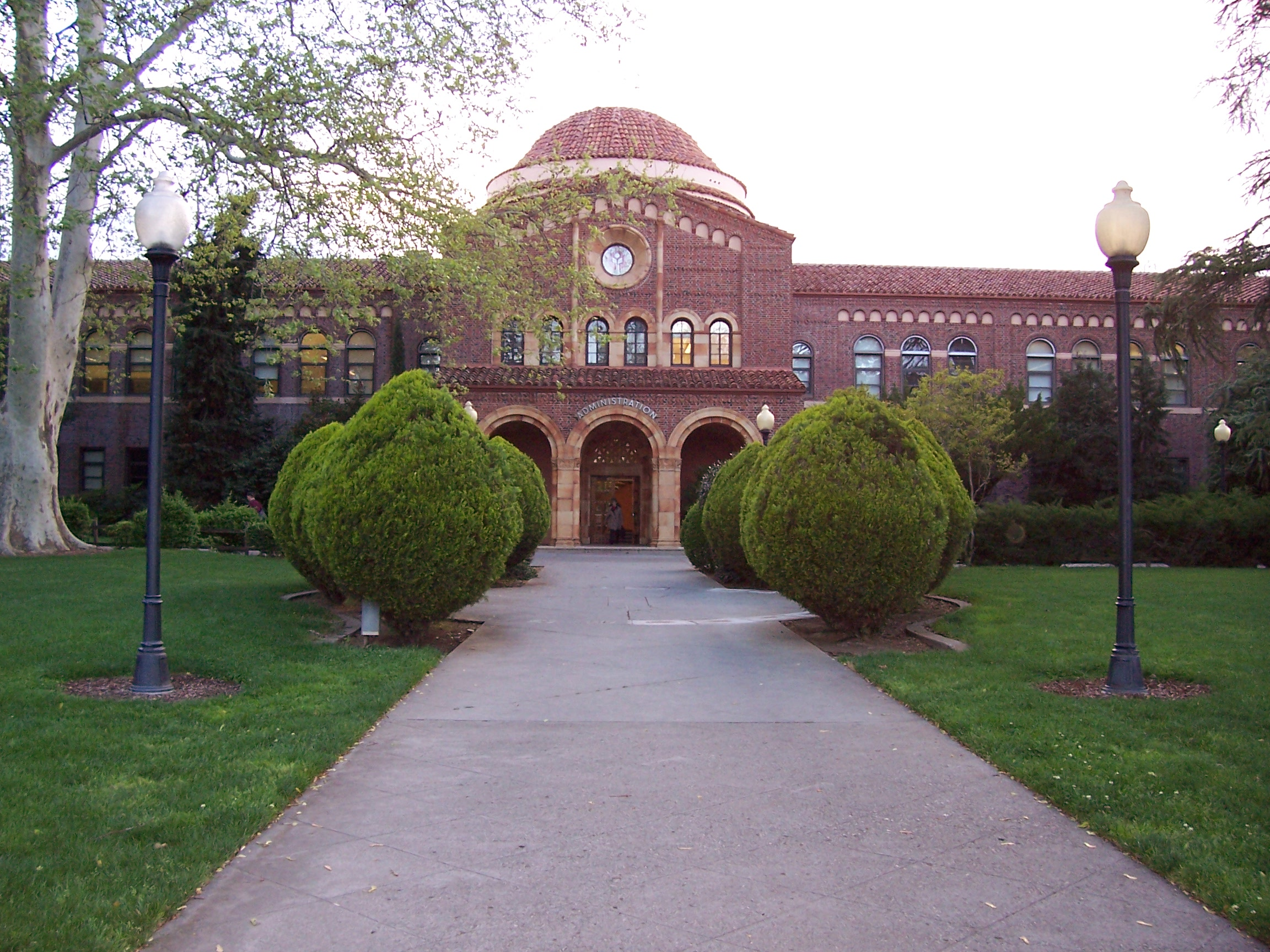
La Kendall Hall (così nominata in onore del presidente George Glenn Kendall).

- Elmer Isaiah Miller, 1910, 1917-1918
- Charles Osenbaugh, 1918-1930
- Clarence Knight Studley, 1930-1931
- Rudolph D. Lindquist, 1931
- Aymer Jay Hamilton, 1931-1950
- George Glenn Kendall, 1950-1966
- Robert Eugene Hill, 1966-1970
- Lew Dwight Oliver, 1970-1971
- Stanford Cazier, 1971-1979
- Robert L. Fredenburg, 1979-1980
- Robin Wilson, 1980-1993
- Manuel A. Esteban, 1993-2003
- Scott McNall, 2003-2004
- Paul Zingg, 2004-attuale